# Saint-Aubin-le-Cloud
 Saint-Aubin-le-Cloud  es una población y comuna francesa, situada en la región de Poitou-Charentes, departamento de Deux-Sèvres, en el distrito de Parthenay y cantón de Secondigny.

## Demografía
| 1530 | 1509 | 1515 | 1900 | 1901 | 1796 |
| Para los censos de 1962 a 1999 la población legal corresponde a la población sin duplicidades (Fuente: INSEE [Consultar]) |      |      |      |      |      |